# Apelsinmannen
Apelsinmannen kan även syfta på ett offentligt konstverk i Stockholm av Leif Tjerned. För TV-serien som bygger på boken, se Apelsinmannen (film).
Apelsinmannen är en av Birgitta Stenbergs självbiografiska böcker, som utkom 1983. Titeln syftar på den benämning som pressen gav åt den mystiske person som figurerade i en lång rad av 1950-talets skandalomsusade rättsprocesser, och som utmålades som misstänkt för att ha försökt förgifta prästen Karl-Erik Kejne med en förgiftad apelsin, ett förmodat mordförsök som fick beteckningen "apelsinsaken". 
Den utspelar sig delvis i Stockholms undre värld, och handlar till stor del av Kejneaffären. 
Boken filmatiserades för tv 1990.

## Upplagor
Boken har kommit ut i flera upplagor.
- Stenberg, Birgitta (1983). Apelsinmannen (första upplaga, nya upplagor 1986, 1988, 1995, 2010 och 2016). Stockholm: Norstedt. Libris 7153547. ISBN 9118222927